# اپانومی
اپانومی (به لاتین: Epanomi) یک منطقهٔ مسکونی در یونان است که در Thermaikos Municipality واقع شده‌است.